# Verona (Schiff, 1908)
Die Verona war ein 1908 in Dienst gestellter Transatlantik-Passagierdampfer der italienischen Reederei Italia Società di Navigazione a Vapore, der zwischen Italien und den Vereinigten Staaten verkehrte. Die Verona wurde am 11. Mai 1918 im Einsatz als Truppentransporter in der Straße von Messina von einem deutschen U-Boot versenkt, wobei 880 italienische Soldaten umkamen.

## Das Schiff
Das 8.240 BRT große Dampfschiff Verona wurde auf der Werft Workman, Clark & Co. im nordirischen Belfast für die italienische Reederei Italia Società di Navigazione a Vapore (genannt Italian Line) gebaut und lief am 31. März 1908 vom Stapel. Das 147 Meter lange Passagier- und Frachtschiff, das nach der gleichnamigen Stadt in Norditalien benannt wurde, wurde für den Passagierverkehr von Italien in die USA gebaut. Die Verona hatte zwei Masten, einen Schornstein und zwei Propeller und war für eine Reisegeschwindigkeit von 16 Knoten ausgelegt. Die Passagierunterkünfte waren für 60 Reisende in der Ersten und 2500 in der Dritten Klasse vorgesehen.
Sie hatte zwei Schwesterschiffe, die ebenfalls 1908 in Dienst gestellt wurden: Die Taormina (8.282 BRT), die bei D. & W. Henderson & Company in Glasgow gebaut wurde und die bis 1923 im Dienst war und die Ancona (8.188 BRT), die ebenfalls bei Workman, Clark entstand und die am 8. November 1915 mit dem Verlust von 208 zivilen Passagieren und Besatzungsmitgliedern im Mittelmeer von einem deutschen U-Boot versenkt wurde.
Im Mai 1908 fertiggestellt, lief die Verona am 19. Juni 1908  in Genua zu ihrer Jungfernfahrt über Neapel nach New York und Philadelphia aus. Ab 1909 konnten in der Ersten Klasse 120 Passagiere befördert werden, und ab 1910 waren die Passagierunterkünfte für 60 Fahrgäste in der Ersten und 120 in der Zweiten Klasse bemessen. Am 25. August 1911 legte die Verona zu ihrer letzten Fahrt nach New York und Philadelphia ab. Anschließend wurde sie als Truppentransporter im Italienisch-Türkischen Krieg verwendet.
1913 wurde die Verona von der Reederei Navigazione Generale Italiana übernommen und legte am 9. März 1913 zu ihrer ersten Fahrt für die neuen Eigner von Genua über Neapel und Palermo nach New York ab. Am 4. März 1917 lief sie letztmals auf dieser Route aus. Am 11. Mai 1918 wurde die Verona auf einer Truppenfahrt aus Genua kommend von dem deutschen U-Boot UC 52 (Oberleutnant zur See Hellmuth von Doemming) bei der Landzunge Capo Peloro in der Straße von Messina torpediert und versenkt. Dabei verloren 880 italienische Soldaten und Besatzungsmitglieder ihr Leben.